# Valea Nîrnovei, Nisporeni
Valea Nîrnovei este un sat din cadrul comunei Ciutești din raionul Nisporeni, Republica Moldova.